# Швабско-Франконски басейн
Швабско-Франконският басейн (на немски: Südwestdeutsches Stufenland) е физикогеографска област в югозападна Германия.
Част от Средноевропейските херцински планини, тя представлява широко флексурно огънато понижение с куестови височини по периферията, разположено между Горнорейнската долина на запад, Баварското плато на югоизток и Средногерманските възвишения на север. Областта включва редица планини, като Шварцвалд, Швабска Юра и Франконска Юра, разделени от равнини и долини, като Франконската койпер-лиасова равнина.